# Wenanty (biskup kruszwicki)
Wenanty (zm. 1055) – biskup kruszwicki. Kronika Jana Długosza wskazuje, że był biskupem kruszwickim w latach 1034–1055. Został pochowany w Parchaniu na Kujawach.